# Knudshoved Odde
 For alternative betydninger, se Knudshoved (flertydig). (Se også artikler, som begynder med Knudshoved)
Knudshoved Odde er en halvø, sydøst for Karrebæksminde Bugt i Smålandsfarvandet, der går cirka 15 km mod nordvest fra Sydsjælland i nærheden af Vordingborg. Den deles ved Draget, (som overskylles ved højvande), og den yderste spids, som hovedsageligt er overdrev, hedder Knudshoved, og den inderste Knudshoved Odde, hvor også Knudskov ligger. Mod nord ligger Avnø Fjord, og syd for halvøen møder Storstrømmen Smålandsfarvandet. Ud for vestenden strækker Knudshoved Rev sig cirka 3 kilometer ud, med en vanddybde på ned til 2 meter, og længere mod vest ligger Venegrunde og Kirkegrund.
Den yderste del  af odden blev fredet i 1952, som en del af fredningen Orekysten og udsigt ved Rosenfeldt Gods. Den er nu del af Natura 2000-område nr. 169 Havet og kysten mellem Karrebæk Fjord og Knudshoved Odde, og er både habitatområde, fuglebeskyttelsesområde og ramsarområde.

Verdensnaturfonden udsatte i slutningen af maj 2023 600 eksemplarer af okkergul pletvinge på Knudshoved Odde. Okkergul pletvinge er sårbar ifølge den danske Rødliste.

## Klokkefrøer
I 2019  iværksatte Miljøstyrelsen i samarbejde med Vordingborg Kommune og   Rosenfeldt Gods  med  en stor redningsaktion for de truede  klokkefrøer, hvis ynglevandhuller her ødelægges af saltvand. Projektet skal derfor etablere 25 klimasikre vandhuller på højereliggende steder. Projektet financierers bl.a. med midler fra EU’s LIFE pulje, der bidrager med knap 23 millioner kr. og  Miljø- og Fødevareministeriet ved Miljøstyrelsen der bidrager med omkring 13 millioner kroner.  Målet er at skabe et nyt  naturområde med vandhuller til klokkefrøerne på 184 hektar. Projektet  vil også gavne andre padder, krybdyr og fugle. Blandt fuglene vil især klyde, terner, rødrygget tornskade og spidsand have gavn af projektet, der omfatter 100 hektar nye overdrev, strandenge og ferske enge.

## Arkæologiske kulturer
Knudshoved Odde rummer mange spor efter rensdyrjægere – de første mennesker i Danmark[kilde mangler]. Efter at isen trak sig tilbage for over 14.000 år siden, var Danmark en arktisk ørken. Om foråret og efteråret vandrede tusindvis af rener gennem landskabet mellem deres sommer- og vinterkvarter, og under denne vandring passerede de Knudshoved Odde[kilde mangler]. Derfor var Knudshoved Odde et attraktivt sted at være. 
Flinteredskaber viser, at der var tale om jægere fra Brommekultur, Federmesserkultur og Ahrensburgkultur. 
Arkæologer fra Sydsjællands Museum har udgravet flere bopladser, to på Knudshoved Odde, heriblandt de klassiske lokaliteter Rundebakke og Eskebjerg[kilde mangler].  

## Eksterne kilder og henvisninger
1. ↑  [https://www2.blst.dk/nfr/01878.00.pdf Fredningskendelse fra 1952 Mutr.nr. 1a Knudshoved
2. ↑  Om fredningen på fredninger.dk
3. ↑  Natura 2000 område nr. 169 (Webside ikke længere tilgængelig) på Miljøstyrelsens websted, hentet 11. oktober 2019
4. ↑  Se billederne: WWF Verdensnaturfonden udsætter 600 sjældne sommerfugle på Sydsjælland, WWF Verdensnaturfonden, 2023, arkiveret fra originalen 2. juni 2023, hentet 2. juni 2023
5. ↑  Life Clima-Bombina, - Nye levesteder for klokkefrø, andre padder og fugle for at modvirke klimaforandringer i kystnære områder. på vordingborg.maps.arcgis.com hentet 31. marts 2021
6. ↑  Stor redningsaktion for sjældne klokkefrøer Arkiveret 11. oktober 2019 hos  Wayback Machine 11. oktober 2019 på mst.dk

- Kort over området på miljoegis.mim.dk
- Bison (dokumentarfilm)

55°03′33″N 11°44′08″Ø / 55.059299°N 11.735601°Ø